# Artur Rimovich Yusupov
Artur Rimovich Yusupov (Kuybyshev, 1 de setembro de 1989) é um futebolista profissional russo que atua como meia, atualmente defende o Zenit São Petersburgo.

## Carreira
Artur Rimovich Yusupov fez parte do elenco da Seleção Russa de Futebol da Eurocopa de 2016.